# 奧地利的安東·維克多
安東·維克多總主教（德語：Anton Viktor Joseph Johann Raimund von Österreich，1779年8月31日—1835年4月2日），科隆總主教，神聖羅馬皇帝利奧波德二世的第八子。

## 生平
1801年，安東·維克多接替去世的叔叔馬克西米利安·法蘭茲成為科隆選侯國的總主教。然而，科隆選侯國不久後即於拿破崙戰爭中被廢除了。1816年至1818年間，安東·維克多被任命為倫巴第-威尼西亞王國的總督。
1835年，安東·維克多於維也納去世，享年55歲。